# 五甲龍成宮
五甲龍成宮，是臺灣高雄市鳳山區五甲庄的一間媽祖廟、祖師廟，在五甲自強夜市裏，地址為鳳山區五甲二路730巷6號。在五甲眾多寺廟中，稱得上是規模最雄偉的廟宇，故俗稱「五甲大廟」，簡稱「五甲廟」。龍成宮主體殿宇建築亦獨步全台，主祀天上聖母、清水祖師、戴府元帥，合稱「三境主」，庇佑五甲居民。龍成宮不僅是鳳山五甲地區的信仰中心，因為附設閱覽室，同時也是鳳山一帶青年學子溫習功課的好去處，常常座無虛席，一位難求，2019年有日本阿波舞表演，2020還有大甲媽百年南巡至此廟，場面盛大。

## 主神：「三境主」的由來

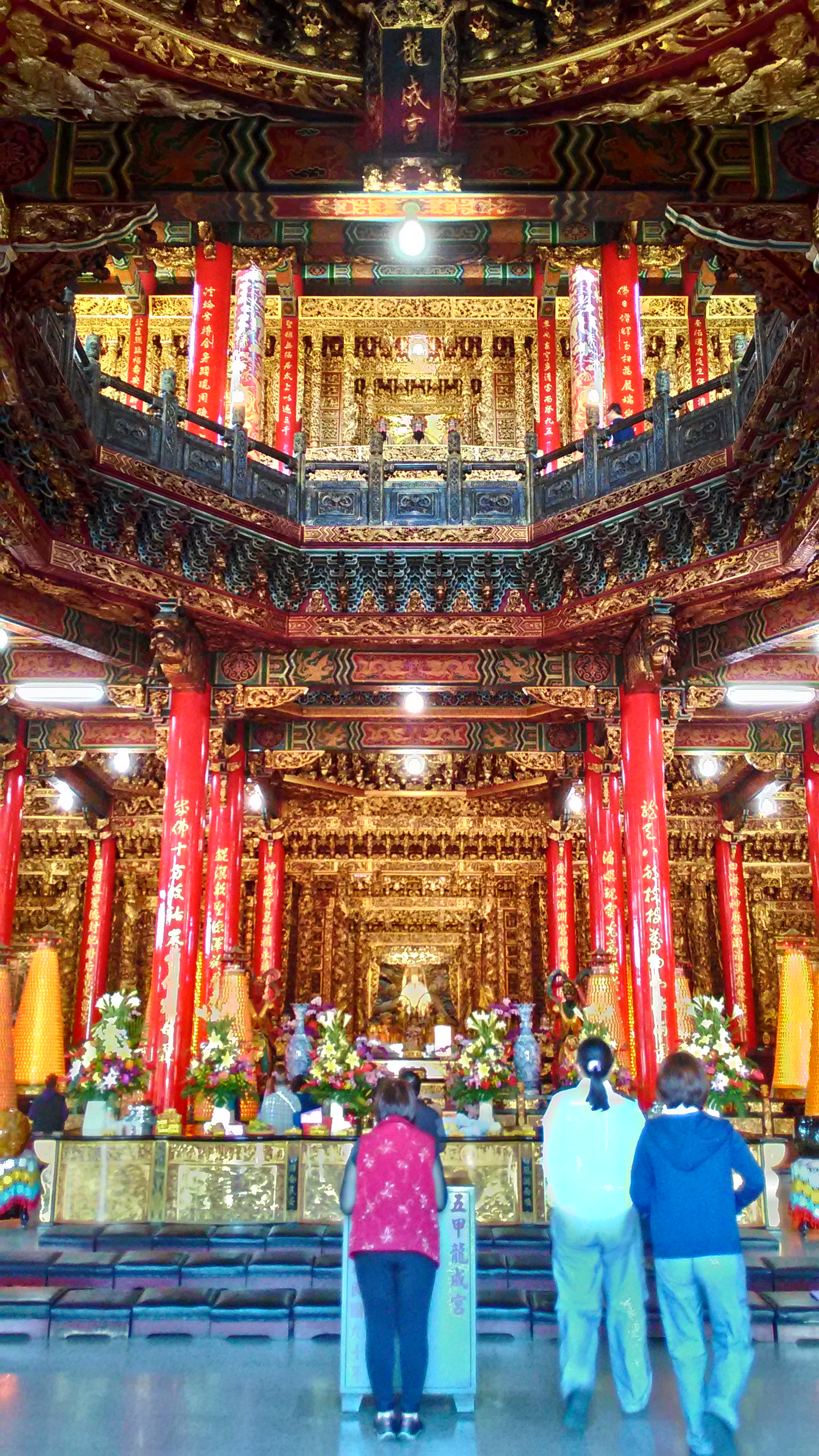
五甲龍成宮內

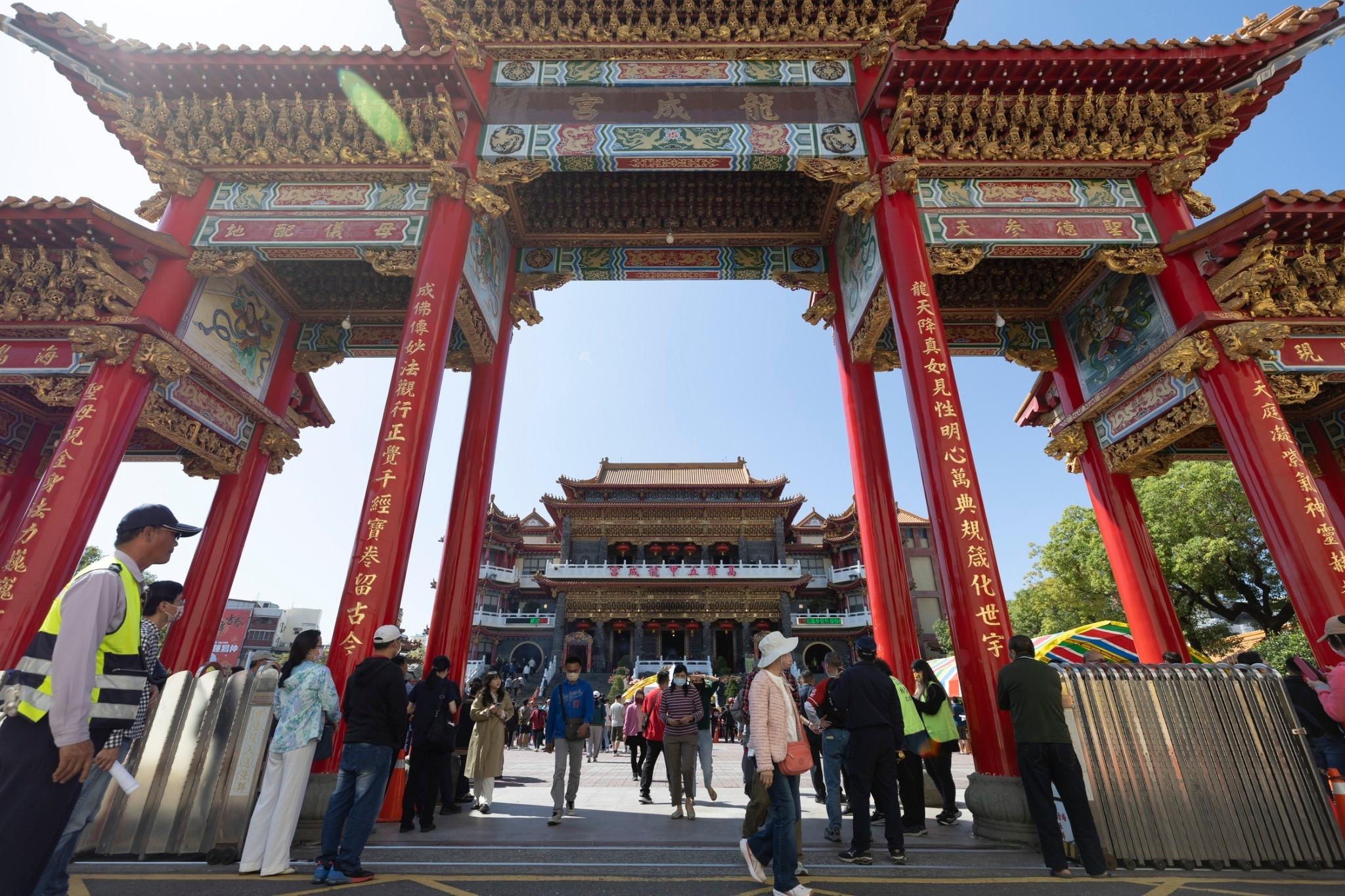
龍成宮牌樓

湄洲天后宮媽祖香火最先隨渡海來臺的移民來臺，清聖祖康熙年間，五甲庄民為之塑造金身奉祀。清高宗乾隆年間，庄民為湄洲媽祖像在庄中（今日鳳山區鎮南街附近）興建草壇奉祀。
清水祖師則是五甲庄一位楊姓人士，某日在海邊捕魚時，看到海上飄來一尊福建泉州安溪的守護神「清水祖師」的神像，突然金光閃閃，海波變色。楊即認為是一大祥瑞，迎回家中供奉香火，靈驗不斷，於是也開放給庄民膜拜。
其後，有一福建來的雜貨商，背負元帥神戴府元帥金身，到達五甲做生意，卻在五甲巧遇當年在福建的同鄉舊識，因覺有緣，慨將戴府元帥金身留給五甲的同鄉供奉。
清德宗光緒十二年（西元1886年），因庄民欲壯神威，將三尊神像合祀於草壇，以「三境主」（三位本境的主神）尊稱之，並翻修為小廟。
臺灣日治時期，有一名外地檀越王山東，赴中國大陸經商前，至三境主的小廟參拜，蒙神示搭舊船前往，大發利市；願捐出頂社庄（今捷運凱旋站到軍備局二〇五兵工廠附近）數甲的土地興建大廟，還願意承擔半數的工程費用，後未獲神明同意而作罷。
1928年檀越鄭發、蘇植等十二人決定集資建造大廟，請示三境主，奉神示擇了一片竹林地建廟，三境主並降筆稱「本庄居山尾，如『龍』匯集，又得鳳山溪流過，山水相聚，為風水寶地，一甲子後必有大『成』」，勸信徒在本地墾殖，「足以富傳子孫」。最後神靈稱，已請得玉皇上帝旨意，稱「龍成宮」，屆時本廟會成為本庄的中心。

## 近年重建
五甲庄開發的起源，可溯至明鄭永曆十五年（西元1661年），鄭成功在登陸鹿耳門後，派遣軍人南下此地屯田，到了清末，還只是一個數百人的小村落，1970年代，高雄市前鎮地區發展加工出口區，外來人口大量湧入，並延伸至時為高雄縣鳳山市的五甲地區，使五甲地區人口暴漲，地價狂飆，隨著2010年的五都改制，鳳山改隸高雄市，地價更是漲聲不斷。
五甲地區人丁未旺之前，龍成宮僅是庄內居民信仰中心。拜土地與房屋交易之盛，務農的五甲在地人頓成富裕的地主「田僑」，咸認是「三境主」（媽祖、清水祖師、戴府元帥）神威顯赫庇佑所致。於是在西元1983年動工重建龍成宮，歷五年，終於在西元1988年舉行落成建醮。除了「三境主」之外也加祀了釋迦文佛、觀音菩薩、至聖先師、玉皇大帝、太上老君、三官大帝、斗姥元君、神農大帝、南斗星君、北斗星君、東嶽大帝、文昌帝君、堅牢地神、中壇元帥、關聖帝君、延平郡王、東廚帝君、城隍尊神、註生娘娘、哪吒太子、甲子太歲星君、千里眼將軍、順風耳將軍、福德正神等儒、道、釋三教神佛。
龍成宮佔地8300平方公尺（約2500坪），金碧輝煌，高聳的廟脊，從遠處望去，成為五甲顯著的地標。龍成宮並採用現代建築格局，不論廊柱、神龕、藻井、木雕、石工、彩繪等，無論做工與建材，均為一時之選。許多旅行團、進香團並將五甲龍成宮列為參訪廟宇，外地香客不絕，與高雄市三民區三鳳宮齊名。
龍成宮也熱心公益事業，並附設佔地約500坪的圖書館供市民、學子利用，許多學子在參拜完後下樓讀書，並在獲得佳績後返回廟宇祭拜還願，捐香火錢，甚至是辦酬神戲，感謝神恩。

## 祭典
大型祭典：皆有酬神戲、作法會等。
- 正月初一賀歲祭典
- 正月初四接神祭典
- 正月初六清水祖師佛誕
- 正月九日玉皇誕
- 正月十五上元節、迎太歲：舉行乞紅龜粿儀式，由信徒擲筊比賽，相傳求得「龜王」，一年內會事事順心。
- 三月廿三天后誕
- 七月十五中元節
- 八月初八戴元帥生日
- 十二月廿四送神，謝太歲

其餘眾神佛生日，皆舉辦簡便的誦經祝壽儀式。